# Orlando Stewart
Orlando Stewart (Willemstad, 17 maart 1968) is een voormalig Nederlands honkballer.
Stewart was een van de meest succesvolle werpers in de jaren tachtig en negentig van de vorige eeuw. Hij gooide en sloeg rechtshandig en speelde in totaal zestien seizoenen in de Nederlandse Hoofdklasse waarin hij 120 wedstrijden won. Van 1981 tot 1985 speelde Stewart op Curaçao als werper voor de Saint Rosa Indians. In 1984 speelde hij voor het nationale team van de Nederlandse Antillen dat uitkwam in de Amateur World Series. In 1986 verhuisde hij naar Diemen in Nederland en kwam uit voor de hoofdklassevereniging de Giants en later HCAW. In 1990 transfereerde hij naar Sparta in Rotterdam waar hij 11 seizoenen zou spelen. Hierna speelde hij nog tot 2004 voor ADO te Den Haag.
In 1999 werd hij geselecteerd voor het Nederlands honkbalteam en speelde mee tijdens het Europees kampioenschap van 1999. In 2000 nam hij met het team deel aan de Olympische Spelen en in 2001 nam hij weer deel aan het Europees kampioenschap.
In 2007 werd Stewart pitching coach voor Sparta/Feyenoord. In 2015 is hij hoofdcoach voor de Birds in Zoetermeer.
Sharnol Adriana · 
Johnny Balentina · 
Patrick Beljaards · 
Ken Brauckmiller · 
Rob Cordemans · 
Jeffrey Cranston · 
Michaël Crouwel · 
Radhames Dijkhoff · 
Robert Eenhoorn · 
Rikkert Faneyte · 
Evert-Jan 't Hoen · 
Chairon Isenia · 
Percy Isenia · 
Eelco Jansen · 
Ferenc Jongejan · 
Dirk van 't Klooster · 
Patrick de Lange · 
Raily Legito · 
Jurriaan Lobbezoo · 
Remy Maduro · 
Hensley Meulens · 
Ralph Milliard · 
Erik Remmerswaal · 
Orlando Stewart